# Berkely Mather
Pour les articles homonymes, voir Mather.
Berkely Mather, nom de plume de John Evan Weston Davies, né le 25 février 1909 à Gloucester, dans le comté de Gloucestershire, et mort le 7 mars 1996 dans le Sussex de l'Est, en Angleterre, est un romancier et scénariste britannique. Il est principalement connu pour ses romans d'espionnages et pour être l’un des scénaristes du film James Bond 007 contre Dr No de Terence Young.

## Biographie
Il naît à Gloucester en Angleterre, mais, avant la Première Guerre mondiale, il émigre avec sa famille en Australie et y reçoit toute son éducation. Il fréquente notamment l’Université de Sydney où il étudie la médecine. Après l'obtention de son diplôme, il voyage avant de retourner en Angleterre, contraint alors de faire face aux conséquences de la Grande Dépression. Sans travail, il tente sans succès de rejoindre la Royal Horse Artillery. Il s’engage alors dans l’armée de l'Inde. Pendant la Seconde Guerre mondiale, il participe notamment à la guerre anglo-irakienne. Après la promulgation de l’indépendance de l’Inde, en 1947, il rejoint la Royal Artillery.
Il entame peu après une carrière de romancier et de scénariste. Il écrit des histoires courtes et des nouvelles pour différents journaux et magazines, tels que The Bystander (en),  The Star, Evening Standard ou Evening News. Il signe également des textes pour la radio et de nombreux scénarios pour la télévision. Il imagine également la série télévisée Tales from Soho en 1956, puis Mister Charlesworth en 1957, dont il reprend à deux reprises le personnage principal en 1958 et 1959 pour donner naissance à deux nouvelles séries.
Il quitte l’armée en 1959 et s’établit comme écrivain à temps plein. Il livre un premier roman, intitulé The Achilles Affair, la même année, puis un second, titré The Pass Beyond Kashmir, en 1959, qui obtient un franc succès. Ian Fleming apprécie ce texte et recommande Mather comme scénariste pour l’écriture du premier film consacré à James Bond. Il participe ainsi avec Johanna Harwood et Richard Maibaum à l’écriture du scénario de James Bond 007 contre Dr No (Dr. No) de Terence Young sur un script initialement écrit par Fleming. Véritable succès critique et commercial, ce film connaît une suite l’année suivante, Bons baisers de Russie (From Russia with Love) sur laquelle Mather contribue d’une façon mineur, sans être crédité au générique.
Il travaille à nouveau pour le cinéma sur le scénario du film Les Drakkars (The Long Ships) de Jack Cardiff, puis écrit seul le scénario de Genghis Khan d’Henry Levin, travail qu’il transpose en roman l’année suivante. Il se consacre ensuite à sa carrière d’écrivain, continuant à livrer occasionnellement quelques scénarios destinés à des épisodes de séries pour la télévision. Il publie ainsi une quinzaine d’ouvrages, dont une dizaine de romans d’espionnages pour lesquels il s’inspire de son expérience dans l’armée.
Il décède en 1996 en Angleterre à l'âge de 87 ans.

## Œuvre

### Romans
- The Achilles Affair (1959) Publié en français sous le titre Fin d’un espion à Chypre, traduction de Jacques Brécard, Paris, Fayard, L'Aventure criminelle no 84, 1960.
- The Pass Beyond Kashmir (1960) Publié en français sous le titre Aventures au Cachemire, traduction de Marie-Pierre Ullmann, Paris, Plon, 1961.
- Geth Straker (1962)
- Genghis Khan (1965)
- The Road and the Star (1965)
- The Gold of Malabar (1967)
- The Springers ou A Spy for a Spy(1968)
- The Break in the Line ou The Break (1970)
- The Terminators (1971)
- Snowline (1973)
- The White Dacoit (1974)
- With Extreme Prejudice (1975)
- The Memsahib (1977)
- The Pagoda Tree (1979)
- The Midnight Gun (1981)
- The Hour of the Dog (1982)
- The Meisterspringer (1984)

## Filmographie

### Comme auteur adapté
- 1961 : Scotland Yard à l'écoute (Information Received), film américain réalisé par Robert Lynn, avec Sabine Sesselmann, William Sylvester et Hermione Baddeley.

### Comme scénariste

#### Au cinéma
- 1962 : James Bond 007 contre Dr No (Dr. No), film britannique réalisé par Terence Young, avec Sean Connery, Ursula Andress, Joseph Wiseman et Bernard Lee.
- 1963 : Bons Baisers de Russie (From Russia with Love), film britannique réalisé par Terence Young, avec Sean Connery, Daniela Bianchi, Pedro Armendáriz, Robert Shaw et Bernard Lee.
- 1964 : Les Drakkars (The Long Ships), film anglo-yougoslave réalisé par Jack Cardiff, avec Richard Widmark, Sidney Poitier, Russ Tamblyn et Rosanna Schiaffino.
- 1965 : Genghis Khan, film américano-anglo-germano-yougoslave réalisé par Henry Levin, avec Stephen Boyd, Omar Sharif, James Mason et Françoise Dorléac.

#### À la télévision
- 1953 : ITV Television Playhouse (un épisode)
- 1955 : As I Was Saying (six épisodes)
- 1956 : Douglas Fairbanks, Jr., Presents (un épisode)
- 1956 : ITV Television Playhouse (un épisode)
- 1956 : Lilli Palmer Theatre (un épisode)
- 1956 : Tales from Soho (six épisodes)
- 1956 : New Ramps for Old (six épisodes)
- 1957 : Mister Charlesworth (six épisodes)
- 1958 : Big Guns (six épisodes)
- 1958 : Charlesworth at Large (six épisodes)
- 1959 : Charlesworth (vingt-deux épisodes)
- 1958-1959 : African Patrol (deux épisodes)
- 1961 : Chapeau melon et bottes de cuir (The Avengers) : épisode Passage à tabac (The Frighteners)
- 1961 : You Can't Win (deux épisodes)
- 1962 : Suspense (un épisode)
- 1963 : Dimension of Fear (un épisode)
- 1963 : ITV Television Playhouse (un épisode)
- 1963 : The DuPont Show of the Week (un épisode)
- 1963 : To Bury Caesar
- 1967 : Les Espions : saison trois, épisode Les Enfants de l'exil (The Beautiful Children) et Le Septième Capitaine (The Seventh Captain)
- 1968 : Frontier (un épisode)
- 1969 : The Gold Robbers (un épisode)